# 节点重要度法
节点重要度法是交通规划的一种常用方法。该方法从规划区域内节点分析人手，通过对节点重要度、线路重要度的计算，完成由点及线、由线及网的布局过程。